# Jurica Pršir
Jurica Pršir, né le 29 mai 2000 à Zagreb en Croatie, est un footballeur croate qui évolue au poste de milieu offensif au HNK Gorica.

## Biographie

### Carrière en club
Né à Zagreb en Croatie, Jurica Pršir est formé par le NK Zagreb et le Dinamo Zagreb avant de poursuivre sa formation au Hajduk Split, qu'il rejoint le 17 juin 2018 en même temps que Dario Špikić.
Alors qu'il n'a pas eu sa chance avec l'équipe première de Hajduk Split, Jurica Pršir s'engage en faveur du HNK Gorica le 12 octobre 2020. Il découvre alors la première division croate.
Pršir inscrit son premier but en professionnel le 14 septembre 2021, lors d'une rencontre de coupe de Croatie face au NK Nehaj (en). Il est titularisé et participe à la victoire de son équipe (3-7 score final).

### En sélection
Jurica Pršir représente l'équipe de Croatie des moins de 17 ans lors du championnat d'Europe des moins de 17 ans en 2017. Il joue trois matchs dans cette compétition deux dont comme titulaire mais son équipe est éliminée dès la phase de groupe. En tout il joue neuf matchs avec cette sélection entre 2016 et 2017.
Il joue également avec les moins de 19 ans de 2018 à 2019, jouant six matchs et marquant un but.
Jurica Pršir joue son premier match avec l'équipe de Croatie espoirs le 2 septembre 2021, contre l'Azerbaïdjan. Il entre en jeu à la place de Luka Sučić et son équipe s'impose par deux buts à zéro. Il inscrit son premier but avec les espoirs le 11 novembre 2021, contre l'Estonie. Titulaire, il marque sur un service de Boško Šutalo et son équipe s'impose par deux buts à zéro.